# (8508) 1991 CU1
(8508) 1991 CU1 là một tiểu hành tinh vành đai chính. Nó được phát hiện bởi Seiji Ueda và Hiroshi Kaneda ở Kushiro, Hokkaidō, Nhật Bản, ngày 14 tháng 2 năm 1991.